# Nord 500
Die Nord 500 Cadet war ein experimentelles VTOL-Wandelflugzeug des französischen Herstellers Nord Aviation aus den 1960er-Jahren.

## Geschichte
Die erste Vorstellung des Projekts in der Öffentlichkeit erfolgte auf der Pariser Luftfahrtschau 1965, wo eine vollmaßstäbliche Attrappe gezeigt wurde. Es wurden nur zwei Prototypen gebaut, von denen der erste für Bodentests verwendet wurde, und der zweite lediglich im Juli 1968 einen gefesselten Schwebeflug durchführte, bevor das Projekt aufgegeben wurde.

## Konstruktion
Die Nord 500 war ein kleines einsitziges VTOL-Flugzeug, das mittels zweier Kipprotoren – die als Mantelpropeller ausgeführt waren – seine Senkrechtstart- und -landefähigkeit erhielt. Die geschlossene Rumpfgondel war mit einem Schleudersitz ausgerüstet. Das Leitwerk saß am Ende eines hochgesetzten kurzen Leitwerksträgers. Hierin befanden sich auch zwei nebeneinander angeordnete Allison-T63-Propellerturbinen mit einer Leistung von jeweils 317 PS. Die Turbinen dienten als Antrieb für zwei dreiblättrige (später fünfblättrige) ummantelte Schubpropeller, die durch eine Welle miteinander verbunden waren. Die Welle verlief durch einen Stummelflügel, der die beiden Propeller trug, im Vorwärtsflug aber auch aerodynamischen Auftrieb liefern sollte. Die Mantelpropeller konnten mitsamt einem zugehörigen kurzen Teil des Stummelflügels für den Senkrechtstart und die Senkrechtlandung gekippt werden.
Die Steuerungseinrichtungen im Cockpit waren konventioneller Art, so erfolgte die Steuerung um die Gier- und Nickachse durch differentielle bzw. kollektive Verstellung von Leitschaufeln am hinteren Ende der Propellerummantelung. Über eine Schubmodulation erfolgt die Steuerung um die Rollachse.

## Technische Daten
| Kenngröße                         | Daten                                                                  |
| --------------------------------- | ---------------------------------------------------------------------- |
| Besatzung                         | 1                                                                      |
| Länge                             | 6,50 m                                                                 |
| Spannweite                        | 5,70 m                                                                 |
| Höhe                              | 3,09 m                                                                 |
| Spurweite                         | 2,20 m                                                                 |
| Durchmesser des Propellermantels  | 1,90 m (außen) 1,60 m (innen)                                          |
| max. Startmasse                   | 1050 kg                                                                |
| Reisegeschwindigkeit (geschätzt)  | 325 km/h                                                               |
| Höchstgeschwindigkeit (geschätzt) | 400 km/h                                                               |
| Triebwerke                        | 2 × Allison-T63-A-6-Propellerturbinen mit je 250 WPS bzw. 317 WSP nach |